# 세팍타크로
세팍타크로(말레이어: sepak + 태국어: ตะกร้อ)는 태국, 말레이시아 등 동남 아시아 각지에서 9세기 무렵부터 행해지고 있는 구기 스포츠로서, 등나무 공을 사용하여 네트를 사이에 두고 손을 사용하지 않고 발과 머리로 하는 배구와 축구의 혼합형 스포츠이다.
'세팍'은 말레이어에서 "차다", '타크로'는 태국어로 "등나무로 엮어 만든 공"을 의미한다. 1965년에 아시아 세팍타크로 연맹이 설립되어 통일 규칙을 제정, 국제 대회가 활발히 개최되고 있다. 이전에는 등나무 공이나 합성수지로 사용하였으나, 현재는 플라스틱 제품을 사용하고 있다. 유사한 스포츠로는 족구 등이 있다. 대한민국에는 대한세팍타크로협회와 산하에 15개 시도협회가 있으며 16개의 남.여 실업팀 12개의 남.여 대학팀이 있으며 중.고교를 포함 70여개의 팀이 활동하고 있다. 는 

## 경기를 치르는 국가
국제 플레이는 ISTAF(International Sepaktakraw Federation)가 관리한다.
| 동남아시아 - 브루나이 - 캄보디아 - 인도네시아 - 라오스 - 말레이시아 - 미얀마 - 필리핀 - 싱가포르 - 태국 - 동티모르 - 베트남 동아시아 - 방글라데시 - 인도 - 몰디브 - 네팔 - 파키스탄 - 스리랑카 오세아니아 - 오스트레일리아 - 피지 - 뉴질랜드 | 아메리카 - 아르헨티나 - 브라질 - 캐나다 - 콜롬비아 - 쿠바 - 멕시코 - 미국 유럽 - 오스트리아 - 벨기에 - 불가리아 - 잉글랜드 - 핀란드 - 프랑스 - 독일 - 이탈리아 - 폴란드 - 포르투갈 - 러시아 - 세르비아 - 스위스 - 튀르키예 아프리카 - 수단 - 남아프리카 공화국 | 중동 - 이란 - 오만 - 카타르 동아시아 - 중국 - 중화 타이베이 - 홍콩 - 일본 - 조선민주주의인민공화국 - 대한민국 - 마카오 - 몽골 |